# جيسبر كيد
جيسبر كيد (بالإنجليزية:Jesper Kyd) (ولد في 3 فبراير 1972) هو ملحن دنماركي لموسيقى الأفلام وألعاب الفيديو. يجمع الموسيقى الإلكترونية والسمفونية وقد فاز بعدة جوائز. عرف بتلحين موسيقى سلسلة أساسنز كريد وأيضاً سلسلة هيتمان.

## بعض أعماله
- أساسنز كريد ريفليشنز (مع لورن بالف)
- أساسنز كريد: برذرهود
- أساسنز كريد 2
- أساسنز كريد
- فورزا موتورسبورت 4
- كاين آند لينش: ديد من
- هيتمان: بلود موني
- جيرز أوف وور
- توم كلانسي سبلينتر سيل: نظرية الفوضى
- هيتمان: كونتراكتز
- هيتمان 2: سايلنت أساسين
- هيتمان: كودنايم 47
- داركسايدرز 2

## وصلات خارجية
- جيسبر كيد على موقع IMDb (الإنجليزية)
- جيسبر كيد على موقع ألو سيني (الفرنسية)
- جيسبر كيد على موقع ميوزك برينز (الإنجليزية)
- جيسبر كيد على موقع أول موفي (الإنجليزية)
- جيسبر كيد على موقع أول ميوزيك (الإنجليزية)
- جيسبر كيد على موقع ديسكوغز (الإنجليزية)
- جيسبر كيد على موقع قاعدة بيانات الفيلم (الإنجليزية)
- جيسبر كيد على موقع كينوبويسك (الروسية)
- الموقع الرسمي
- المنتديات الرسمية